# Palatia (Schiff)

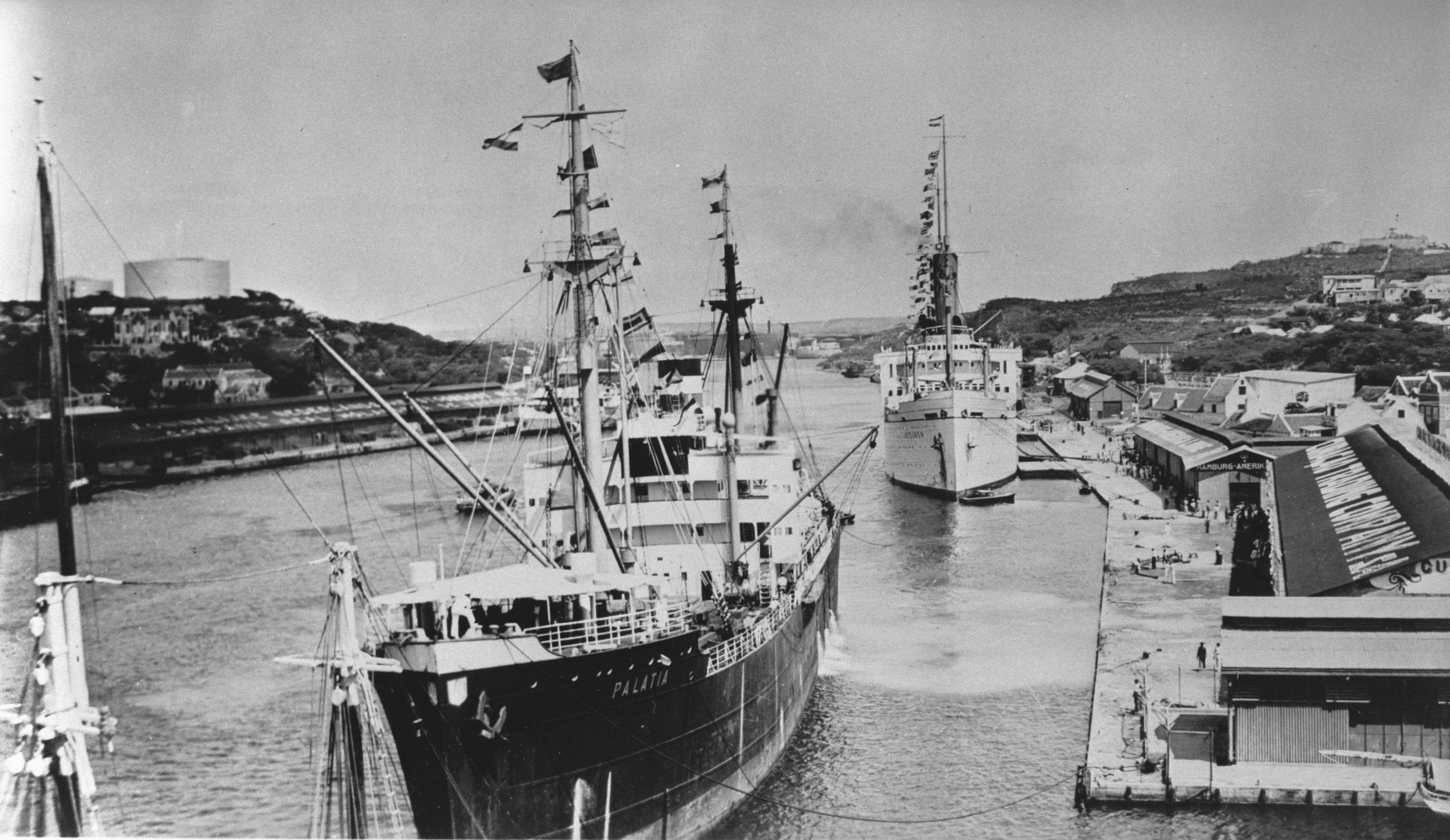
Das Schiff Palatia (vorne) im Hafen von Willemstad auf der karibischen Insel Curaçao, ca. 1939/1940

Die dritte Palatia der Hamburg-Amerikanische Packetfahrt-Actien-Gesellschaft (Hapag) war ein für den Westindien-Dienst gebautes Frachtmotorschiff. Sie gehörte zu einer Serie von insgesamt vier Schiffen, die 1928 von den Werften Henry Koch in Lübeck und Howaldt in Kiel geliefert wurden.
1940 wurde das Schiff zusammen mit anderen neueren Schiffen an die Sowjetunion verkauft, die es in Khazan umbenannte. Als 1941 das Deutsche Reich die Sowjetunion überfiel, befand sich das Schiff in Stettin und wurde von den Deutschen beschlagnahmt.
Unter ihrem ursprünglichen Namen wieder in Fahrt gebracht, diente die Palatia als Gefangenentransporter, als sie am 21. Oktober 1942 durch einen neuseeländischen Torpedobomber vor der norwegischen Küste versenkt wurde. 986 Menschen verloren ihr Leben, davon 915 überwiegend russische Gefangene.

## Bau und Einsatz derPalatiabis 1940
Die Palatia war das dritte Schiff der Hapag, das den lateinischen Namen der Kurpfalz trug. Das erste Schiff mit diesem Namen war ein beim Stettiner Vulcan gebauter kleiner P-Dampfer (6.687 BRT, 1895 bis 1905 im Dienst), das zweite ein in Flensburg gebauter Brasilien-Frachter von 3.558 BRT aus dem Jahr 1912, der 1917 von Brasilien beschlagnahmt wurde und noch im selben Jahr durch ein deutsches U-Boot versenkt wurde.
Die neue Palatia gehörte zu ersten Serie von vier nach dem Ersten Weltkrieg speziell für den Westindien-Dienst der Hapag gebauten Motorfrachtern. Die Hapag beschaffte als einzige deutsche Großreederei seit Mitte der 1920er Jahre überwiegend Motorschiffe. Je zwei Schiffe der neuen Serie wurden von Koch und Howaldt in den Jahren 1928 und 1929 an die Hapag ausgeliefert. Typschiff  war die von Howaldt gelieferte Phoenicia. Die 119 Meter langen Schiffe waren mit einem 6-Zylinder-Zweitakt-Diesel von MAN ausgestattet, der ihnen eine Dienstgeschwindigkeit von 12,5 Knoten gab. Die um 4000 BRT großen Frachter verfügten über ein Kreuzerheck.
Die neuen Schiffe kamen nur auf dem Dienst in die Karibik zum Einsatz, einer Route, die der Hapag auch nach der Entflechtung der deutschen Reedereien in den Jahren 1934 bis 1936 verblieb. Mit den Schiffen der Orizaba-Klasse wurden kurz vor Kriegsbeginn noch drei weitere Neubauten für dieses Fahrtgebiet beschafft.
Als der Krieg 1939 ausbrach, befand sich die Palatia zusammen mit der Phoenicia in der Heimat, während die Phrygia in Mexiko und die Patricia in Aruba Zuflucht suchten. Diese beiden Schiffe gingen im Lauf des Jahres 1940 verloren.
Am 18. März 1940 ging die Palatia in den Besitz der Hamburger Reederei GmbH über und wurde ab dem 25. April 1940 als Versuchsschiff der Torpedoversuchsanstalt in Eckernförde verwendet und am 2. Juli 1940 zurückgegeben.
Als Folge des Deutsch-Sowjetischen Wirtschaftsvertrags vom August 1939, dem im Februar 1940 ein weiterer Vertrag zur Erweiterung der Handelsbeziehungen folgte, wurden auch Kriegs- und Handelsschiffe an die Sowjetunion geliefert. Die Palatia wurde am 15. Juli 1940 an die Sowjetunion nach Leningrad verkauft und dort in Khasan umbenannt.
Als 1941 das Deutsche Reich die Sowjetunion überfiel, befand sich das Schiff in Stettin, wurde am 22. Juni 1941 beschlagnahmt und fuhr ab dem 19. August 1941 wieder unter seinem ursprünglichen Namen für die Hamburg-Amerika-Linie. Sie fuhr 1941 als Kriegsmarine-Transporter und als Versuchsschiff des Sperrversuchskommandos in Aarhus.
Ihre letzte Fahrt begann die Palatia in Stettin, um Kriegsgefangene zur Zwangsarbeit über Kristiansand nach Ålesund zu transportieren. Sie hatte 999 osteuropäische Kriegsgefangene an Bord und gehörte zu einem kleinen Geleit von drei Schiffen, das von drei zu U-Boot-Jägern umgerüsteten ehemaligen Fischdampfern gesichert wurde. In Kristiansand hatte der Tanker Ostermoor einen Maschinenausfall und der Gefangenentransporter Ostland mit weiteren 1.000 Kriegsgefangenen eine Grundberührung. Auch eines der Geleitboote hatte Probleme, so dass am 21. Oktober 1942 gegen 9:00 Uhr die Palatia nur mit dem U-Boot-Jäger UJ 1704 (ex Fischdampfer Uhlenhorst) die Fahrt fortsetzte.
Bei sehr schlechtem Wetter wurde sie kurz nach 15 Uhr vor Lindesnes von einem der vier Handley Page Hampden Torpedobomber der Squadron 489 der RNZAF auf einer Routinepatrouille des RAF Coastal Command entlang der norwegischen Küste entdeckt. Es regnete und ein heftiger Wind wühlte das Meer auf. Flying Officer J.J. Richardson drückte seine Hampden XA-B auf eine Höhe von 20 Meter und löste bei einer Entfernung von 550 Meter einen Torpedo, der die Palatia auf der Steuerbordseite nahe dem Maschinenraum traf. Der Torpedobomber konnte trotz des heftigen Abwehrfeuers der leichten Flugabwehrwaffen der Palatia und des Geleitbootes unbeschädigt in den Schutz der Wolken entkommen. Eine zum Geleit gestoßene Junkers Ju 88 versuchte erfolglos den Angreifer zu stellen. Die Palatia sank innerhalb von 30 Minuten nach dem Angriff auf der Position 57° 58′ 6″ N, 7° 14′ 0″ O.
Nach dem Torpedotreffer brach an Bord der Palatia Panik aus und die Gefangenen versuchten, durch die Ladeluken an Deck zu kommen. Bei der Aufnahme der Schiffbrüchigen versuchte die Besatzung von UJ 1704, vorzugsweise Deutsche zu retten, und setzte Handfeuerwaffen ein, wenn schiffbrüchige Gefangene dies behinderten. Gefangene wurden nur dann gerettet, wenn sie auf Flößen oder Treibgut zusammen mit Deutschen waren. Als die Rettungsversuche gegen 19 Uhr abgebrochen wurden, hatte man 108 Deutsche, aber nur 78 Kriegsgefangene gerettet.
Die Zahl der Opfer wurde mit 986 Mann festgestellt, darunter 915 Kriegsgefangene. Deutsche Berichte kritisierten das Verhalten der Besatzungen und vermuteten, dass eine geordnete Evakuierung der Palatia nach den bestehenden Vorschriften mehr deutsche Leben gerettet hätte. Veröffentlichungen zu dem Vorfall gab es nicht.
Noch Wochen nach dem Vorfall trieben Tote in großer Zahl im Gebiet um Lista an, die von den deutschen Truppen beseitigt wurden. In der norwegischen Geschichte war der Untergang der Palatia der mit der zweithöchsten Zahl an Opfern. Nur die Versenkung der ebenfalls als Gefangenentransporter eingesetzten Rigel im November 1944 zwischen den Inseln Søndre Rosøya und Tjøtta südlich von Sandnessjøen durch britische Flugzeuge forderte mit 2572 Toten noch mehr Opfer.

## Entdeckung des Wracks und Gedenken
Bei einer Gedenkfeier zum 50. Jahrestag des Endes des Zweiten Weltkrieges in Europa führte die Gemeinde Lindesnes am 6. Mai 1995 auch eine Gedenkfeier zur Erinnerung an die Palatia-Katastrophe begleitet von einer Ausstellung mit Fundstücken durch.
Durch das Bergungsschiff Tyr der Norwegischen Marine wurde das Wrack 1997 exakt geortet. Es wurde von der norwegischen Regierung zur Gedenkstätte erklärt und das Betauchen wurde verboten. König Harald V. von Norwegen enthüllte am 21. September 1997 in Lindesnes ein Denkmal zu Ehren der Opfer. Bei dieser Feier sang ein Chor mit 986 Sängern: ein Sänger für jedes Leben, das auf der Palatia verloren ging.

## Schicksal der Schwesterschiffe
| Stapellauf in Dienst | Name            | Werft            | Tonnage  | Tragfähigkeit | Schicksal |
| -------------------- | --------------- | ---------------- | -------- | ------------- | --- |
| .1928 8.1928         | Phoenicia (III) | Howaldt BNr. 687 | 4124 BRT | 6274 tdw      | Westindiendienst, 3. Mai 1945 durch Luftangriff im Nord-Ostsee-Kanal versenkt, gehoben und repariert. 1946 an Sowjetunion ausgeliefert, umbenannt in Admiral Senjawin, Heimathafen ab 1964 Wladiwostok, 1971 verschrottet. |
| .1928 10.1928        | Phrygia         | Howaldt BNr. 688 | 4138 BRT | 6274 tdw      | Westindiendienst, bei Ausbruchsversuch am 16. November 1940 vor Tampico selbstversenkt, da auflaufender US-Zerstörer Plunkett für britisches Schiff gehalten wurde.                                                        |
| .1928 .1929          | Patricia (II)   | Koch BNr. 223    | 4979 BRT | 6200 tdw      | Westindiendienst, im Mai 1940 von den Niederlanden in Aruba beschlagnahmt, als Aruba, ab 1947 als Haarlem für KNSM in Dienst, 1961 nach Griechenland verkauft, 1969 verschrottet.                                          |